# 제임스 블루어
제임스 블루어(James Bloor)는 배우, 텔레비전 배우이다.

## 영화
- 페간킹 (2018년) - 맥스 역
- 늑대의 어둠 (2018년)
- 고 노스 (2017년)
- 덩케르크 (2017년) - 성난 병사 역
- 레더페이스 (2016년) - 아이크 역
- 시크릿 레터 (2016년) - 소년 역